# 孫悟空 (カラオケ)
孫悟空（そんごくう、SONGOKU）は1995年5月から登場した通信カラオケ機器。日本ビクターと、同社系のビクターレジャーシステムによって開発された。
2006年4月1日、日本ビクターのカラオケ事業撤退に伴い、日本ビクターとビクターエンタテインメントが保有するビクターレジャーシステムの全株式を、「JOYSOUND」で知られるエクシングに譲渡した。その後、ビクターレジャーシステムは株式会社JLSへ商号変更の上、同年7月1日付でエクシング本体に吸収合併され消滅した。現在はエクシングが同機種の権利を持つ。2011年3月末をもって全機種・全サービス終了。同年4月1日以降は電話回線に接続しても使用できない。

## 概要
名称の由来は歌を歌うことができるという意味で「SONG-OK」をもじったもの。収録曲数は約20,000曲。テレビCMには菅野美穂が出演していた。

### 得意楽曲
- SMAP - ビクターエンタテインメント所属という縁もあり、元々曲数が少ない中で、かつては唯一のSMAP全曲配信機種だった。グループでのシングル曲・カップリング曲・アルバム曲はもちろんソロ曲まで網羅していたが、現在はDAM・JOYSOUND・UGAの大手3機種も続々と全曲配信を実現し、その存在意義は急速に失われることとなった。
- 宝塚歌劇団 - SMAP全曲配信と並んで強みを持っていたが、こちらも大手3機種に大きな差を付けられるようになった。

## ラインナップ
- 孫悟空：1995年発売。デイ市場（カラオケボックス等）向け。
- 孫悟空NT（ナイト）：1997年発売。ナイト市場（居酒屋等）向け。
- 孫悟空WG（ワゴン）：1997年発売。宴会場向け可搬式モデル。
- 孫悟空AD（アドオン）：1997年発売。日本ビクター製CDカラオケシステム「DV-10」から「孫悟空」を利用出来るようにするアドオン。
2007年5月末保守サポート受付終了。2008年3月末新譜配信終了。2010年3月末全サービス終了。
- 孫悟空V3（ブイスリー）：1996年発売。デイ市場向け。
2008年3月末保守サポート受付終了。2009年3月末新譜配信終了。2010年3月末全サービス終了。

上記5機種は、新譜配信終了後も電話回線に接続することで配信済楽曲が利用可能だったが、全サービス終了後は電話回線に接続しても使用不可。
- 孫悟空V（ファイブ）：1998年発売。デイ市場向け。
- 孫悟空ロボ：1998年発売。宴会場向け可搬式モデル。

上記2機種は2010年3月末全サービス終了。終了後は電話回線に接続しても使用不可。
- SONGOKUスター：2000年発売。デイ市場向け。
- SONGOKU7（セブン）：2000年発売。ナイト市場向け。
- SONGOKUロボII：2001年発売。宴会場・福祉現場向け可搬式モデル。

上記3機種は2011年3月末全サービス終了。終了後は電話回線に接続しても使用不可。

## OEM
OEM製品として以下のものがある。
- SynCom（シンコム）
ワキタ製。初代「孫悟空」と同じ1996年発売。一部独自の配信もしている。2005年10月に楽曲配信を終了し、権利をエクシングに譲渡した。